# Li Hongxue
Li Hongxue (chinesisch 李宏雪, Pinyin Lǐ Hóngxuě; * 9. März 1984 in Harbin, Heilongjiang, Volksrepublik China) ist eine ehemalige chinesische Skilangläuferin.

## Werdegang
Hongxue nahm von 2003 bis 2021 an Wettbewerben der Fédération Internationale de Ski teil. Sie trat bei den Nordischen Skiweltmeisterschaften 2005, 2007, 2009, und 2013 an. Dabei waren ihre besten Platzierungen der 18. Rang im 30-km-Massenstartrennen und der 10. Platz mit der Staffel bei den Weltmeisterschaften 2007 in Sapporo. Ihr erstes Weltcuprennen lief sie im November 2005 in Beitostølen, welches sie auf dem 23. Rang über 10 km klassisch beendete und damit auch ihre ersten Weltcuppunkte holte. Im Februar 2007 schaffte sie in Changchun mit dem 11. Rang über 10 km Freistil ihr bestes Weltcupeinzelergebnis und gewann bei den Winter-Asienspielen 2007 die Silbermedaille mit der Staffel. Die Saison 2006/07 beendete sie auf dem 59. Rang in der Weltcupgesamtwertung. Bei den Winter-Asienspielen 2011 gewann sie jeweils die Bronzemedaille über 5 km klassisch und mit der Staffel und die Silbermedaille zusammen mit Man Dandan im Teamsprint. Bei der Tour de Ski 2013/14 erreichte sie den 39. Platz. Sie nahm an den Olympischen Winterspielen 2006, 2010 und 2014 teil. Dabei waren der 22. Rang im 30-km-Massenstartrennen und der 15. Platz im Teamsprint bei den Olympischen Winterspielen 2014 in Sotschi ihre besten Platzierungen. Bei der Nordic Opening in Ruka zu Beginn der Saison 2015/16 belegte sie den 63. Platz. Im Februar 2017 holte sie bei den Winter-Asienspielen 2017 in Sapporo jeweils die Bronzemedaille im 15-km-Massenstartrennen und über 5 km klassisch und die Silbermedaille mit der Staffel.
Hongxue siegte 2005, 2006, 2009, 2011 und 2015 beim Vasaloppet China über 50 km klassisch und 2015 beim Gatineau Loppet über 51 km klassisch.